# Bizmoune-Höhle
Die Bizmoune-Höhle (berberisch für „Löwinnen-Höhle“) ist eine archäologische Fundstätte am Südhang des Djebel el Hadid, rund 15 Kilometer nordöstlich der Hafenstadt Essaouira in Marokko. Die Höhle ist seit 2007 als Fundstätte von altsteinzeitlichen Artefakten bekannt und wird seit 2014 von Wissenschaftlern aus Marokko, Frankreich, Deutschland und den USA erforscht. Bei Grabungsarbeiten entdeckt wurden insbesondere Steinwerkzeuge aus der Kultur des Atérien, zahlreiche Schalen von Meeresmuscheln aus der essbaren, auch heute noch beliebten Gattung Mytilus sowie als Perlen interpretierte, bearbeitete Gehäuse von Schnecken.

## Die Höhle
Die Bizmoune-Höhle liegt rund 12 Kilometer landeinwärts der heutigen Küste des Atlantiks auf einer Höhe von 171 Metern über dem Meeresspiegel. Die Höhle wurde erstmals 2004 von Forschern gesichtet, die am Djebel el Hadid (auch: Jebel Lahdid) nach möglichen archäologischen und paläoanthropologischen Fundstätten Ausschau hielten. Die Höhle wurde aus Oberkreide-Kalkstein ausgewaschen, ihre östliche Hauptkammer reicht heute ungefähr 20 Meter in die Tiefe. Sie ist annähernd 6 Meter breit sowie 2 bis 4 Meter hoch und hat eine Fläche von ca. 150 Quadratmetern. Die benachbarte westliche Kammer ist größer als die östliche, jedoch wesentlich niedriger und daher derzeit nahezu unzugänglich, da man nicht im Stehen oder Sitzen in ihr arbeiten kann. Die östliche Kammer besitzt nach Süden hin eine breite, bogenförmige Öffnung. Beide Kammern sind durch einen tunnelartigen Gang verbunden, daneben gibt es noch mehrere kleinere Öffnungen. Ausgrabungen fanden bislang nur in der östlichen Kammer statt, auf einer Fläche von rund 30 Quadratmetern.

## Funde
Nach kurzen Testgrabungen in den Jahren 2007 und 2009 wurden ab 2014 zahlreiche Steinwerkzeuge aus dem Middle Stone Age geborgen, ferner Muschelschalen, die von der seinerzeit 30 bis 50 Kilometer entfernten Küste herangebracht worden sein müssen. Knochen von großen Pflanzenfressern (Gazellen, Pferden, Auerochsen, Wildschweinen) und die Seltenheit von Raubtierknochen sowie Belege für den Gebrauch von Feuer (Holzkohle) wurden dahingehend interpretiert, dass die Höhle zumindest zeitweise als Wohnhöhle von Menschen gedient hat und dass Beutetiere von ihnen in ihr zerlegt und die Pflanzenfresser-Kadaver nicht von Raubtieren in die Höhle geschleppt wurden.
Als ein besonderer Fund gelten 33 Gehäuse von Meeresschnecken (zumeist Tritia gibbosula), die zwischen 2014 und 2018 in unterschiedlich tiefen Schichten entdeckt wurden. Ein gemeinsames Merkmal dieser Schnecken ist, dass ihr Gehäuse – belegbar anhand von Riffelungen – durchbohrt und so eine teils ovale, teils runde Öffnung geschaffen oder dass ein bereits vorhandenes Loch erweitert wurde. Auf einigen Gehäusen konnten zudem Reste von rotem Ocker nachgewiesen werden. Diese Funde wurden als Körperschmuck („Perlen“) gedeutet, für die ältesten Gehäuse wurde ein Alter von 142.000 Jahren rekonstruiert. Sollte diese Datierung aus dem Jahr 2021 Bestand haben, wären die Funde aus der Bizmoune-Höhle die ältesten bislang bekannten „Perlen“ und mehr als 20.000 Jahre älter als vergleichbare Funde aus der Contrebandiers-Höhle (Marokko) und der Skhul-Höhle (Israel).
Bei der Testgrabung im Jahr 2007 wurde neben zahlreichen anderen Tierknochen auch das Fragment eines Unterkiefers mit erhaltenen Molaren M1 und M2 entdeckt, das im Jahr 2015 der Art Megaceroides algericus aus der Tribus der Echten Hirsche zugeschrieben wurde. Mit einem Alter von 6641 bis 6009 Jahren (cal BP) gilt dieser Fund als der bislang jüngste Beleg für diese ausgestorbene Art.

## Belege
1. ↑  First results on the Aterian of Bizmoune Cave (Essaouira, Morocco). Vortrag auf dem 18. Kongress der Union Internationale des Sciences Préhistoriques et Protohistoriques, Paris, Dezember 2018.
2. ↑  Supplementary Materials for: Early Middle Stone Age personal ornaments from Bizmoune Cave, Essaouira, Morocco.
3. ↑  El Mehdi Sehasseh et al.: Early Middle Stone Age personal ornaments from Bizmoune Cave, Essaouira, Morocco. In: Science Advances. Band 7, Nr. 39, 2021, doi:10.1126/sciadv.abi8620.
4. ↑  World’s oldest known beads found in Morocco. Auf: science.org vom 22. September 2021.
5. ↑  Philippe Fernandez et al.: The last occurrence of Megaceroides algericus Lyddekker, 1890 (Mammalia, Cervidae) during the middle Holocene in the cave of Bizmoune (Morocco, Essaouira region). In: Quaternary International. Band 374, 2015, S. 154–167, doi:10.1016/j.quaint.2015.03.034.